# Gartenpalais Löschenkohl

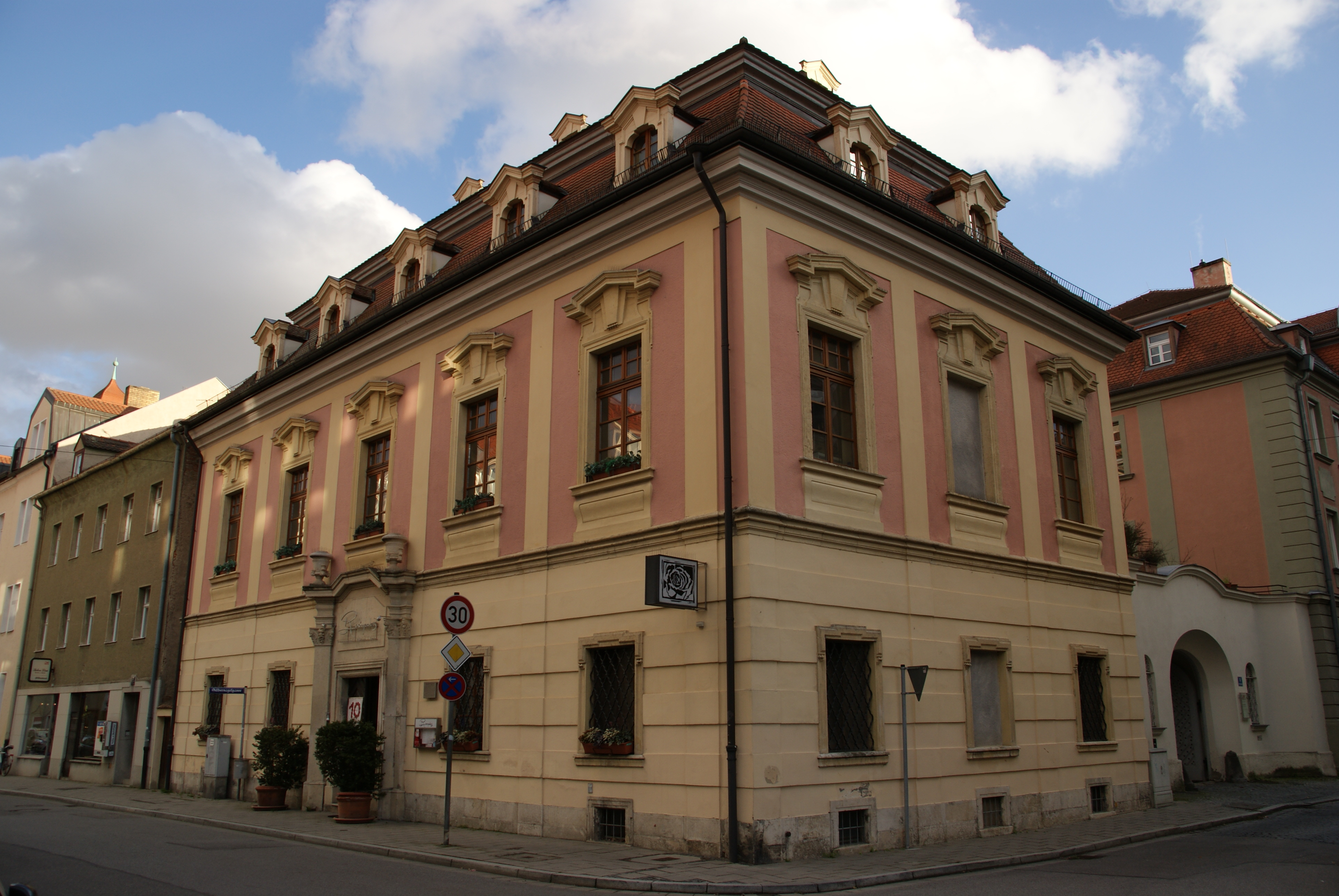
Gartenpalais Löschenkohl (2010)

Das Gartenpalais Löschenkohl (auch als Rosenpalais, Rosengarten oder Lusthaus am Zwinger bezeichnet) war ein Gartenschlösschen, das der Bankier und Großkaufmann Hieronymus Löschenkohl für seine privaten Zwecke am Stadtrand (Minoritenweg 20) von Regensburg hat errichten lassen. Die Anlage ist unter der Aktennummer D-3-62-000-790 als denkmalgeschütztes Baudenkmal von Regensburg verzeichnet.

## Geschichte
Das Gebäude wurde 1730–35 als Gartenvilla von Johann Michael Prunner für den Bankier Löschenkohl erbaut. Die Villa besaß ursprünglich einen nach Süden anschließenden Park, der 1902 durch das Anwesen Kirschgäßchen 1 verbaut wurde. Hier veranstaltete sein Besitzer großzügige Feste. Eine Besonderheit war eine Aloe americana, die im Mai 1735 8000 Blüten hervorbrachte. Als der Bankier 1743 in Konkurs geriet, musste auch der Rosengarten verkauft werden. Aus dem Palais wurde das Caféhaus Rosenwirtsgarten. Von 1860 bis in die 1980er Jahre wurde daraus ein Altenheim.

## Baubeschreibung
Der Bau ist zweigeschossig und besitzt ein Mansardendach. An der Langfront befinden sich fünf, an der Schmalfront drei Fensterachsen. An der südlichen Langseite befindet sich ein pavillonartiger Vorsprung mit drei Seiten eines Achtecks. Der Bau besitzt einen umlaufenden Gurtfries, der über den Portalen hochgezogen ist. Alle Öffnungen sind mit Natursteingliederung ausgestattet. Pilasterpaare mit korinthischen Kapitellen flankieren die beiden Portale. Über den Kapitellen befinden sich bekrönende Steinvasen. Die Fenster im ersten Stock sind profiliert, geohrt und knickgiebelig verdacht.
Durch das Nordportal kommt man in eine Vorhalle, die zu dem großen Gartensaal führt. Die Stuckdekorationen mit Kartuschen, Gitterwerk und Amoretten wurden 1933 abgeschlagen. Im ersten Stock befindet sich darüber ein Festsaal mit gleichem Grundriss. Alle Räume sind am Übergang von Wand zur Decke gerundet (Voute). Hier sind zweiflügelige Türen mit Intarsien aus Nussholz.